# Stazione di Heilbronn Centrale
La stazione di Heilbronn Centrale (in tedesco Heilbronn Hbf; pronuncia tedesca: IPA: [haɪ̯lˌbʁɔn ˈhaʊ̯ptbaːnˌhoːf], )  è la principale stazione ferroviaria della città tedesca di Heilbronn.

## Storia
Il fabbricato viaggiatori venne inaugurato il 12 giugno 1958.

### Esplicative
1. ↑  Abbreviazione di Heilbronn Hauptbahnhof, letteralmente "Heilbronn stazione principale"

### Bibliografiche
1. ↑  (DE) Martin Schack, Neue Bahnhöfe. Empfangsgebäude der Deutschen Bundesbahn 1948–1973, Berlino, Verlag B. Neddermeyer, 2004,  p. 187, ISBN 3-933254-49-3.